# Patia rhetes
Patia rhetes is een vlindersoort uit de familie van de Pieridae (witjes), onderfamilie Dismorphiinae.
Patia rhetes werd in 1857 beschreven door Hewitson.